# Dimnik
Dímnik je naprava za odvajanje vročih dimnih plinov iz kotlov, peči, talilnih peči ali ognjišč v zunanjo atmosfero. Večinoma so grajeni navpično, ali kolikor je možno navpično, da imajo vroči dimni plini neoviran in enakomeren tok, ter istočasno dovajajo zrak potreben za zgorevanje v kotlovnico in kurišče, kar imenujemo tudi dimniški efekt. Dimnike najdemo v zgradbah in parnih lokomotivah ali ladjah.
Višina dimnika igra pomembno vlogo pri ustvarjanju vleka in njegovi zmožnosti za odvajanje dimnih plinov, razprševanju škodljivih snovi v dimnih plinih v večje višine, kar zmanjšuje vplive na onesnaževanje neposredne okolice. Razprševanje škodljivih snovi na večje področje zmanjšuje njihovo  koncentracijo glede na dopustne meje.

## Tipi dimnikov
- troslojni dimniki sestavljeni iz zunanjega betonskega plašča, toplotne izolacije iz mineralne volne in notranje cevi,
- dvostenski (troslojni) dimniki iz nerjaveče pločevine,
- dvoslojni dimniki sestavljeni iz zunanjega plašča in notranje cevi,
- enoslojne dimnike - cevi iz keramike ali nerjaveče pločevine za obnovo starih dimnikov zgrajenih iz opeke

Najbolj uporabljan tip je troslojni; ta tip dimnika se vgrajuje že več kot 35 let. Je požarno varen, toplotno izoliran, neobčutljiv na vlago in enostaven za vgradnjo. Zaradi toplotne izolacije ostanejo dimni plini topli, s tem pa se izboljša vlek v dimniku. 
Dvoslojni dimniki se običajno vgrajeni kot dimovodna napeljava ali tam, kjer se dimni plini iz stavbe odvajajo pod nadtlakom.
Kurilne naprave, ki delujejo neodvisno od zraka v prostoru, so največkrat priključene  na dvoslojne dimnike, pri čemer služi vmesni prostor med plaščem in notranjo cevjo kot dovodni jašek za zgorevalni zrak. Takšne dimniške sisteme imenujemo tudi LAS-dimniki.

## Delovanje dimnikov
Pri zgorevanju kurilnega olja, plina, lesa ali kateregakoli drugega goriva v kotlih, pečeh, kaminih ali industrijskih napravah, se tvorijo produkti zgorevanja, ki jih imenujemo dimni plini. Ti plini se na splošno odvajajo v zunanje ozračje skozi dimnike.
Dimni plini v dimnikih so precej bolj vroči kot je zunanji zrak v okolju in imajo zaradi tega tudi precej manjšo gostoto kot zunanji zrak. To povzroči, da imajo vroči dimni plini na dnu vertikalnega stolpca (dimnika) nižji zračni tlak kot je tlak na dnu odgovarjajočega stolpca zunanjega zraka. Ta višji tlak zunaj dimnika je pogonska sila, ki premika zgorevalni zrak v kurilno napravo in tudi premika dimne pline navzgor in ven iz dimnika. To gibanje ali tok zgorevalnega zraka in dimnih plinov imenujemo naravni vlek, vlek ali dimniški efekt. Višji kot je dimnik, večji je vlek. Pri tem lahko nastane tudi nasprotni efekt: če je dimnik previsok glede na količino toplote, ki se odvaja skozi njega, se lahk dimni plini ohladijo prej, preden dosežejo vrh dimnika. To stanje lahko ima za posledico zelo slab vlek, v primeru kurišč na trdna goriva (drva), pa lahko ohlajanje dimnih plinov povzroči kondenzcijo in tvorbo smole, ki lahko zmanjša presek dimne cevi in poveča nevarnost dimniških požarov.
Načrtovanje dimnikov, da zagotovijo zadosten vlek vključuje precej vhodnih parametrov, zaradi česar se danes v ta namen uporabljajo izbirni diagrami in računalniški programi.

## Zgodovina
Človek je bivališču uporabljal ogenj istočasno kot izvor za gretje, kuhanje in kot vir svetlobe, s tem pa je bivališče zapolnjeval z dimom, ki si je moral pot na prosto utirati skozi odprtine v strehi. Te odprtine lahko smatramo kot predhodnike dimnikov. Opisani način odvoda dimnih plinov skozi streho se je obdržal skozi tisočletja in ga lahko ponekod najdemo še danes. Odprtina v strehi ni bila popolna rešitev, saj je bilo dimljenje v prostoru stalen pojav, zaradi česar so bili prostori in oprema črni od saj. Glavni prostor rimskih zgradb Atrium ima od tu tudi ime, saj atrium pomeni sajast, temen prostor. 
Rimljani so za odvajanje dima iz pekarn že uporabljali cevi v stenah, toda pravi dimniki so se v Evropi pojavili šele v 12. stoletju. Mnoge ideje so bile usmerjene v izboljšanje ognjišča, s tem pa tudi odvoda dima. V 10. stoletju, se je pojavil odprti kamin, kasneje pa zaprta ognjišča in tudi "glinene peči". Od prvotnih enoprostornih bivališč, se je s prehodom na večprostorne in večnadstropne zgradbe moral spremeniti tudi način zidave in lega, do takrat odprtih kurišč. Da se dim ne bi valil čez gornje prostore na prosto, ga je bilo potrebno speljati po posebnem kanalu na prosto. Tako so nastali prvi dimniki, ki so bili leseni in z notranje strani premazani z glino. Taki dimniki so imeli zaradi uporabljenih gorljivih materialov in s tem nevarnosti požarov, zelo velike preseke. S tem je bilo doseženo, da so se stene dimnika samo malo segrevale, posledica tega, pa je bil slab vlek in delovanje ognjišč. V 15. stoletju so se pojavile prve železne peči, pri katerih se je pokazala dosti boljša izraba toplotne energije. Ker so bili dimni plini že znatno bolj vroči, so predstavljali veliko nevarnost požarov, saj so bili dimniki v tem času pogosto izdelani iz vnetljivih materialov. Bistveni preobrat je nastopil, ko so začeli dimnike graditi iz opeke, ki so bili ognjeodporni. Takšne dimnike so gradili predvsem v velikih zgradbah, kot so bili gradovi, dvorci in samostani.
Dimniki so bili tako v velikih zgradbah (gradovih, dvorcih), kot tudi v hišah  tradicionalno grajeni iz opeke. Kasneje so bili dimniki grajeni tako, da so v sredino opečno pozidane konstrukcije vgrajevali glinene (šamotne) tuljave različnih prerezov. Za preprečevanje negativnih vplivov vleka, vetra in padavin, so se na vrhu dimnikov gradile konstrukcije različnih oblik, imenovane dimniške kape.
Prvi predpisi, ki so se nanašali na dimnike se v Nemčiji pojavijo v letih 1821 in 1822, ko sta bila d izdana dva kraljeva razglasa. Eno navodilo (iz januarja 1822) je predstavljalo izvršno določbo, po kateri je bil natančno predpisan najmanjši presek dimnika in čiščenje dimnika. V njem so bile deloma določene tudi zahteve po gradbeni trdnosti in požarni varnosti. 